# Tiberíades
Tiberíades (en hebreo: טבריה‎ Tveria; en árabe: طبرية‎ Tabariyyah) es una ciudad emplazada en la orilla occidental del mar de Galilea, en la Baja Galilea, en el Distrito Norte de Israel. Según la Oficina Central de Estadísticas de Israel (CBS), a finales de 2019, la ciudad tenía una población de 44 779 habitantes.
Tiberíades es reconocida como ciudad santa para el judaísmo junto con Jerusalén, Hebrón y Safed. Es el lugar más visitado en los días de fiesta en Israel en el Distrito Norte del país.
La ciudad proximooriental está situada a 200 metros por debajo del nivel del mar; hecho que la convierte en uno de los núcleos poblacionales situados a menor altitud del mundo.

## Historia

### Tradición bíblica
Según la tradición hebrea, Tiberíades fue construida sobre la antigua ciudad israelita de Rakkath o Rakkat, mencionada por primera vez en el Libro de Josué. En época talmúdica, los judíos aún se referían a este nombre.

### Época de Herodes
Tiberíades fue fundada aproximadamente en el año 20 en la Tetrarquía Herodiana por el monarca y vasallo romano Herodes Antipas, hijo de Herodes el Grande, quien la convirtió en la capital de su reino en Galilea y la nombró en honor al emperador romano Tiberio, de ahí su nombre. Fue ciudad de encuentro de muchos griegos y personas no pertenecientes al pueblo judío (gentiles).
La ciudad fue edificada en las inmediaciones de diecisiete puntos de aguas termales. En su obra Antigüedades judías, el historiador judeorromano Flavio Josefo denomina al municipio con las aguas termales Emmaus, actualmente Hammat Tiberíades, junto a Tiberíades, misma denominación que la aparecida en La guerra de los judíos. El nombre hebreo y árabe (Jamat o Jamma, respectivamente) comparten la raíz semítica con el arameo de la época, que hace alusión a estos baños termales, por lo que el nombre en latín citado por Josefo podría ser una adaptación.
El prestigio de Tiberíades fue tan inmenso que el mar de Galilea comenzó a denominarse como mar de Tiberíades; sin embargo, la población hebrea continuó denominándolo Yam Ha-Kineret, su nombre tradicional. La ciudad estaba controlada por un consejo municipal de 600 personas con un comité de diez personas hasta el año 44 cuando se estableció un procurador romano tras el fallecimiento de Herodes Agripa I.

### Imperio romano
Tiberíades es mencionada en Juan 6:23 como ubicación donde las barcas zarpaban hacia el extremo oriental del mar de Galilea. Los fieles que buscaban a Jesucristo tras el milagro de los panes y los peces utilizaron estas barcas para viajar hacia Cafarnaún en el extremo norte del lago.
Bajo el Imperio romano, la ciudad fue conocida por su nombre griego Τιβεριάς (Tiberiás, en griego moderno Τιβεριάδα Tiveriáda). En el año 61, Herodes Agripa II anexó la ciudad a su reino, cuya capital se encontraba en Caesarea Philippi. Durante la primera guerra judeo-romana, los rebeldes tomaron el control de la ciudad, destruyeron el palacio de Herodes y evitaron ser saqueados por el ejército de Agripa II, el gobernante judío que había permanecido fiel a Roma. Finalmente, los rebeldes fueron expulsados de Tiberíades, y mientras que la mayoría de ciudades en la provincia de Judea, Galilea e Idumea fueron arrasadas, Tiberíades escapó a este destino debido a que sus habitantes evitaron luchar contra Roma. Se convirtió en una ciudad mixta tras la caída de Jerusalén en el año 70; mientras que Judea fue sometida, la población judía que escapó emigró a Galilea. No existen indicios directos de que Tiberíades, al igual que el resto de Galilea, tomara parte en la revuelta de Bar Kojba (132-36). Tras la expulsión de los judíos de Judea en el año 135, Tiberíades y la vecina Séforis se convirtieron en los dos centros judaicos culturales más relevantes.
Según el Talmud, en el año 145 el rabino Shimon bar Yojai, quien se había escondido en Galilea durante una década, «limpió la ciudad de ritos impuros», permitiendo al líder judío comenzar una nueva vida tras su expulsión de Judea. El sanedrín, el tribunal judío, también huyó de Jerusalén durante la Gran Revuelta Judía contra Roma, y tras varios traslados en busca de estabilidad, finalmente se establecieron en Tiberíades en torno al año 150, donde permanecerán hasta su desmantelamiento a comienzos del Imperio bizantino. Cuando Johanan bar Nappaha (f. 279) se asentó en Tiberíades, la ciudad se convirtió en centro espiritual de los judíos en la zona. La Mishná, colección de discusiones teológicas de generaciones de rabinos en la Tierra de Israel, mayoritariamente en las academias de Tiberíades y Cesarea, fue probablemente compilada en Tiberíades por el rabino Yehudah Hanasí en torno al año 200. Asimismo, el Talmud de Jerusalén fue compilado por el rabino Jochanan entre los años 230-270. Las trece sinagogas de Tiberíades fueron usadas como centros espirituales tras una creciente población judía.

### Imperio bizantino
En el siglo VI, Tiberíades fue sede de las enseñanzas judaicas. Debido a este hecho, el obispo siríaco Simeón de Beth Arsham envió una misiva a los cristianos de Palestina para secuestrar a los líderes judíos de Tiberíades y entregarlos al monarca judío Dhu Nuwas para que desistiera de perseguir a los cristianos en Najrán.

### Islam temprano

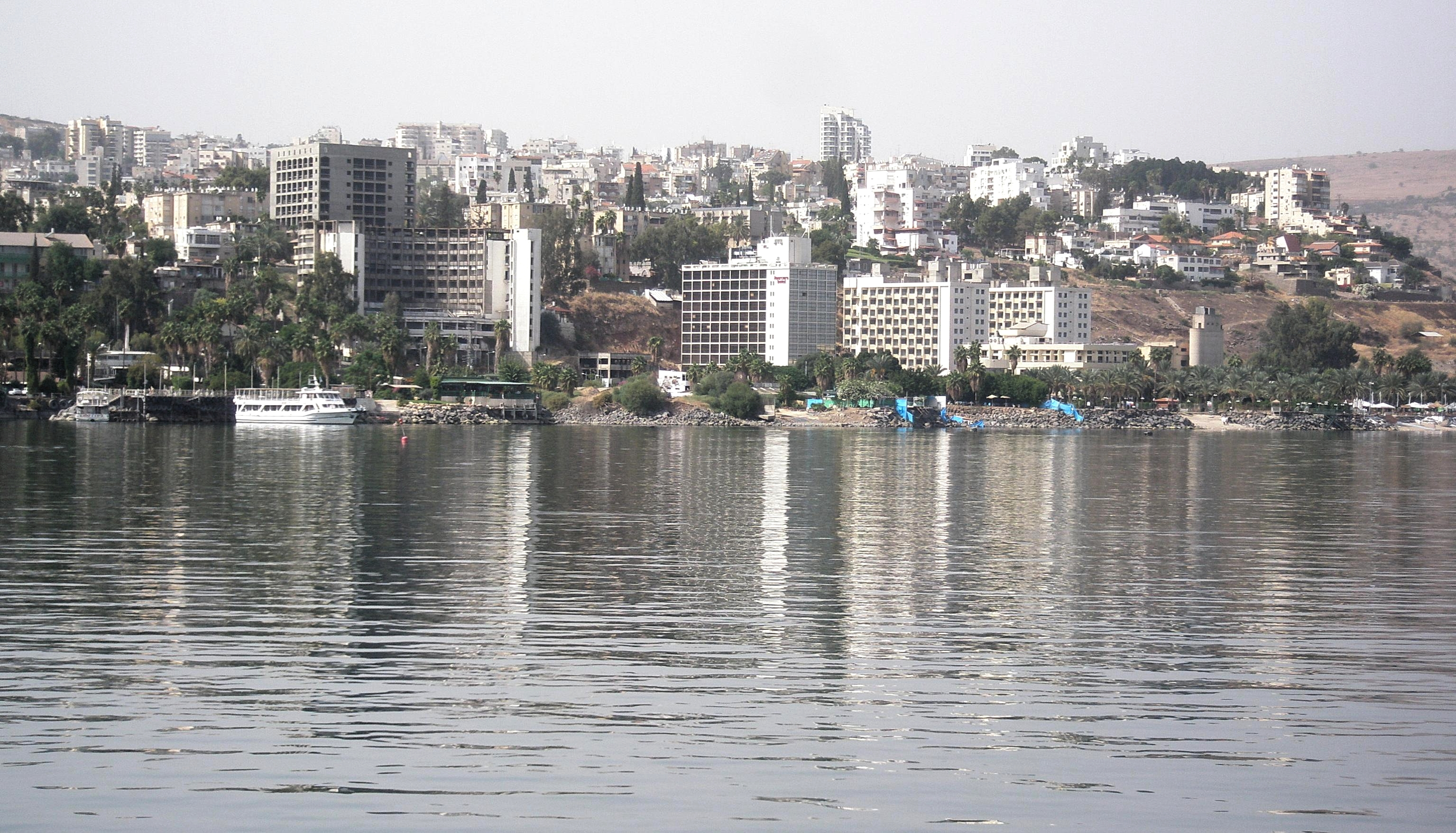
La ciudad vista desde el mar de Galilea.

Tiberíades, o Tabariyyah según la transcripción en árabe, fue «conquistada por el (comandante árabe) Shurahbil en el año 634 por capitulación; la mitad de las casas e iglesias se repartieron entre los musulmanes, y la otra mitad entre los cristianos». Desde 636, Tiberíades se convirtió en capital regional hasta que el Califato Rashidun la trasladó a Beit She'an. El Califato permitió a 70 familias judías de Tiberíades a renovar la presencia hebrea en Jerusalén y la importancia de Tiberíades en el judaísmo decayó. Los califas de la Dinastía Omeya construyeron uno de los palacios cuadrados en la orilla al norte de Tiberíades, en Khirbat al-Minya. Tiberíades fue revitalizada en 749, después de que Beit She'an fuese destruida tras un terremoto. Se alzó una imponente mezquita, de 90x78 metros de longitud, con semejanzas a la Gran Mezquita de Damasco, a la falda del monte Berenice cerca de una iglesia bizantina, al sur de la ciudad, cuando comenzó el período dorado de Tiberíades, cuando probablemente fue la ciudad más tolerante de todo Oriente Medio. Afloraron numerosos centros educativos judíos desde comienzos del siglo VIII hasta finales del siglo X, cuando se codificaron las tradiciones orales de los antiguos hebreos. Uno de los líderes de la comunidad masorética de Tiberíades fue Aarón ben Moses ben Asher, quien perfeccionó la tradición oral conocida como Hebreo tiberiano. Ben Asher también dio los últimos retoques al Códice de Alepo, el manuscrito más preciso de las escrituras hebreas.
El geógrafo árabe al-Muqaddasi describió en 985 describió Tiberíades como una ciudad hedonística aquejada por el calor: «Durante dos meses bailan; dos meses engullen; dos meses matan; dos meses van desnudos; dos meses tocan la flauta dulce y dos meses se revuelcan en el lodo». Como «capital de la provincia jordana y ciudad del valle de Canaán... La ciudad es estrecha, calurosa en verano e insana... Existen ocho baños de aguas termales, donde no se necesita combustible, y un sinfín de cuencas de agua hirviendo. La mezquita es grande y refinada y se ubica en la zona del mercado. Su pavimento es de guijarros colocados uno junto al otro». Según al-Muqaddasi, las víctimas de costras, úlceras u otro tipo de enfermedades acudían a Tiberíades para recibir sus aguas termales durante tres jornadas. «Más tarde, se sumergían en aguas frías, tras lo cual se curaban».
En 1033 Tiberíades fue de nuevo destruida por un terremoto, mientras que otro en 1066 tumbó la gran mezquita. Naser Josrow visitó Tiberíades en 1047 y describió cómo la ciudad contaba con una «fuerte muralla» en el límite del lago que rodeaba toda la ciudad excepto por la ribera. Así lo cuenta:
Numerosos edificios fueron erigidos en el agua, debido a que el fondo en esta parte es piedra; y han construido casas de placer sostenidas por columnas de mármol que sobresalen del agua. El lago está lleno de peces. La mezquita de los viernes se encuentra en mitad del pueblo. En la puerta de la mezquita se halla un manantial sobre el que se han construidos unos baños termales. En la zona occidental de la ciudad se halla una mezquita conocida como la mezquita de Jazmín. Es un edificio refinado y en su centro se encuentra una gran plataforma (dukkan), donde se hallan sus mihrabs. En los alrededores se construyeron matorrales de jazmines, de donde la mezquita coge su nombre.

### Cruzadas
Durante la Primera Cruzada, Tiberíades fue ocupada por los francos, quienes pronto capturaron Jerusalén. La ciudad fue entregada bajo feudo a Tancredo, quien la convirtió en la capital del Principado de Galilea en el Reino de Jerusalén; la región también fue denominada como Principado de Tiberíades. En 1099 el lugar primigenio de la ciudad fue abandonado y los ciudadanos se trasladaron al norte del actual municipio. La iglesia de San Pedro, construida durante las Cruzadas, todavía se conserva actualmente, aunque el edificio ha sido modificado a lo largo de los siglos.
A finales del siglo XII la comunidad judía de la ciudad se componía de cincuenta familias, lideradas por rabinos, y se decía que los mejores manuscritos de la Torá se encontraban allí. En el siglo XII la ciudad fue objeto de ataques por la tradición islámica, tal y como se conserva en un hadiz recogido por Asakir de Damasco (f. 1176) donde nombra a Tiberíades como una de las «cuatro ciudades del infierno». Este hecho puede probar que la ciudad gozaba de una gran población no islámica.
En 1187, el sultán Saladino ordenó a su hijo al-Afdal que enviase un mensajero al conde Raimundo de Trípoli en el que se pidiera acceso por su feudo de Galilea y Tiberíades. Raimundo estuvo obligado a conceder este permiso según los términos de su tratado con Saladino. Además, las fuerzas del sultán abandonaron Caesarea Philippi para alzarse en armas contra los Caballeros templarios, fracasando estos últimos. Es entonces cuando Saladino asedió Tiberíades; que tras seis jornadas cayó bajo su dominio. El 4 de julio de 1187 Saladino derrotó a los Cruzados que venían a liberar Tiberíades en la Batalla de Hattin, a diez kilómetros a las afueras de la ciudad. Sin embargo, durante la Tercera cruzada, los templarios consiguieron expulsar a los musulmanes de la ciudad.
El rabino Moshé ben Maimón, más conocido como Maimónides y entre los judíos como Rambam, fue un líder sefardí nacido en Córdoba, conocido por su destreza en filosofía y medicina, que falleció en Egipto en 1204 y fue enterrado en Tiberíades. Su mausoleo es uno de los centros más importantes de peregrinaje. Yakut, describió Tiberíades en la década de 1220 como una ciudad pequeña, alargada y estrecha, así como «con aguas termales, sobre la que se han construido hammams que no utilizan combustible». Finalmente, en 1265 los cruzados fueron expulsados de la ciudad por el Sultanato mameluco de Egipto, que gobernaron la ciudad hasta la conquista otomana en 1516.

### Imperio otomano
Durante el siglo XVI, Tiberíades era un pequeño pueblo y fue visitado por el rabino italiano Moses Bassola durante su viaje a Palestina en 1522. La describió como «una gran ciudad antaño, ahora en ruinas y desolada», donde se encontraban «diez o doce» familias musulmanas. Según Bassola, la zona era peligrosa «debido a los árabes» y debía pagar al gobernador para gozar de su protección y permanecer allí.
A la vez que el Imperio otomano se expandió por la costa sur mediterránea bajo el gobierno del gran sultán Selim I, los Reyes Católicos establecieron la Santa Inquisición. Muchos judeoconversos sefardíes huyeron a las provincias otomanas, instalándose en un primer momento en Constantinopla, Tesalónica, Sarajevo, Sofía y Anatolia; sin embargo, el sultán les instó a trasladarse a Palestina. En 1558 el sultán Solimán el Magnífico permitió a la conversa portuguesa Gracia Nasi a recolectar impuestos en Tiberíades y en las aldeas colindantes. Gracia Nasi concibió la ciudad como un refugio para judíos y obtuvo permiso para establecer una autonomía judía en la zona. En 1561 su sobrino Joseph Nasi, señor de Tiberíades, promovió que los judíos se trasladasen a la ciudad. Tras el acuerdo con el sultán mediante un firmán, él y Joseph ben Adruth reconstruyeron las murallas y comenzaron su industralización con seda, plantando moreras y atrayendo a artesanos. Se planteó la idea de trasladar a numerosos judíos desde los Estados Pontificios, aunque este proyecto se abandonó cuando el Imperio otomano y la República de Venecia se declararon la guerra.
A finales del siglo XVI, la ciudad de Tiberíades albergaba 54 viviendas: 50 familias y cuatro solteros, todos ellos musulmanes. La producción principal de la ciudad fue el trigo, aunque otros productos incluyeron la cebada, frutas, pescado, cabras y colmenas; alcanzando unos ingresos de 3.360 akçe.
En 1624, cuando el sultán reconoció a Fakhr-al-Din II como señor de Arabistán (desde Alepo a la frontera de Egipto), el líder druso convirtió a Tiberíades en su capital. La destrucción en 1660 de Tiberíades por los drusos hizo que la comunidad judía abandonara la ciudad; a diferencia de Safed, que consiguió recuperarse y no fue completamente abandonada, permaneciendo como un importante centro hebreo en Galilea.
En la década de 1720, el líder árabe Zahir al-Umar del clan Zaydani fortificó la ciudad y firmó un acuerdo con las vecinas tribus beduinas para evitar los saqueos. Las crónicas de la época cuentan cómo la gente tenía gran admiración por Zahir, especialmente por su lucha contra los bandidos de las carreteras. Richard Pococke, quien visitó Tiberíades en 1727, fue testigo de la construcción de un fuerte al norte de la ciudad y del reforzamiento de las antiguas murallas, atribuido a una disputa con el Pasha de Damasco. Bajo órdenes de la Sublime Puerta, Sulayman Pasha al-Azm de Damasco asedió Tiberíades en 1742 con la intención de eliminar a Zahir, aunque fracasó. Al año siguiente, Sulayman repitió el intento, aunque falleció durante el recorrido.
Bajo la protección de Zahir, las familias judías permanecieron en Tiberíades. De hecho, Zahir invitó al rabino Chaim Abulafia de Esmirna con la intención de restablecer una comunidad judía. Aún se conserva actualmente la sinagoga que patrocinó, ubicada en el Tribunal de los Judíos.
En 1775, Ahmed el-Jazzar «el Carnicero» pacificó la zona tras una gran violencia. En 1780, muchos judíos polacos se asentaron en la ciudad. Durante los siglos XVIII y XIX recibió una afluencia de rabinos que anhelaban restablecer un centro de enseñanzas judías. Un ensayo escrito por el rabino Joseph Schwarz en 1850 apunta a que «los judíos de Tiberíades fueron los que menos sufrieron» durante una revuelta árabe en 1834. Cerca de 600 personas, incluyendo en torno a medio millar de judíos, fallecieron durante el terremoto de Galilea de 1837. Una expedición estadounidense se percató de que la ciudad aún no había sido reconstruida en 1847-48. El rabino Haim Shmuel Hacohen Konorti, nacido en España en 1792, se trasladó a Tiberíades con 45 años y promovió en gran medida la restauración de la ciudad.

### Mandato británico
Durante el nacimiento del Mandato británico de Palestina (1922), la ciudad ya contaba con una mayoría judía. Al comienzo las relaciones entre musulmanes y judíos en Tiberíades era buena, con algunos incidentes durante las revueltas de Nebi Musa y los disturbios de Palestina de 1929. El primer spa moderno fue construido en 1929.
La ciudad sufrió una gran inundación el 11 de noviembre de 1934. El agua corrió tan rápido con lodo y piedras cuesta abajo que muchos ciudadanos no pudieron escapar; por lo que las pérdidas humanas y materiales fueron abundantes. La ciudad fue reconstruida por las autoridades del Mandato británico y se creó el Bosque suizo en las laderas de la ciudad con el objetivo de que retuviera los sedimentos y evitara una catástrofe similar. Asimismo, se construyó un nuevo rompeolas, trasladando la línea de costa unos kilómetros más allá de la línea costera anterior. En octubre de 1938, militantes árabes asesinaron a diecinueve judíos en Tiberíades durante la Revuelta árabe de Palestina de 1936-39.
Entre el 8 y el 9 de abril de 1948 se produjeron disparos esporádicos entre los barrios judío y árabe de Tiberíades. La población islámica de la ciudad cortó la carretera principal entre los asentamientos judíos de Galilea norte con los ubicados en el valle del Jordán y asediaron el antiguo barrio judío junto a la ribera. La Haganá contraatacó el 10 de abril con un bombardeo de artillería, matando a algunos residentes árabes. El Comité Nacional de la ciudad rechazó la oferta del Ejército Árabe de Liberación de defender la ciudad, aunque un pequeño contingente consiguió acceder a la población. Entre el 10 y el 17 de abril, la Haganá atacó la ciudad y se negó a negociar una tregua, mientras que los británicos se negaron a intervenir. Los refugiados árabes recién llegados de Nasir ad-Din contaron a los ciudadanos que estaban siendo masacrados, lo que hizo cundir del pánico en los residentes. La población árabe de Tiberíades (6.000 residentes o el 47,5% de la población) fueron evacuados con ayuda de los militares británicos el 18 de abril de 1948.
La población judía saqueó las zonas islámicas y tuvo que ser contenida a la fuerza por la Haganá y la policía hebrea, quien mató o hirió a algunos asaltantes. El 30 de diciembre de 1948, cuando David Ben-Gurion estaba hospedado en Tiberíades, James Grover McDonald, el embajador de Estados Unidos en Israel, solicitó una reunión con él. McDonald presentó un ultimátum británico a las tropas israelíes de abandonar la península del Sinaí, en territorio egipcio. Israel rechazó el ultimátum, aunque Tiberíades ganó popularidad.

### Israel
La población de Tiberíades ha sido casi enteramente judía desde 1948. Muchos sefardíes y mizrajíes se asentaron en la ciudad, una vez se produjo el éxodo de judíos desde los países islámicos a finales de la década de 1940 y comienzos de 1950. El gobierno construyó nuevas viviendas para la nueva población, tal y como sucedió en otras ciudades en desarrollo.
En 1959, durante las revueltas de Wadi Salib, la «Unión de norteafricanos dirigida por David Ben Haroush, organizada en un desfile a gran escala a través de los barrios de Haifa no hicieron grandes daños, pero provocaron gran miedo en la población. Este pequeño incidente fue visto como una oportunidad de expresar las diferencias sociales de las comunidades orientales de Israel y las revueltas se propagaron a diversas partes del país; mayormente en ciudades con mayor población de norteafricanos como Tiberíades, Beerseba y Migdal HaEmek».
Con el tiempo, comenzó a llegar turismo a la ciudad, convirtiéndose en el epicentro de Galilea para los peregrinos cristianos y el turismo interno israelí. El antiguo cementerio de Tiberíades y sus antiguas sinagogas también reciben peregrinos judíos durante las celebraciones hebreas. El primer ministro Yitzhak Rabin mencionó la ciudad en sus memorias cuando se firmó el acuerdo de paz histórico con Egipto en 1979; y también durante la Conferencia Casablanca en 1994.
Tiberíades alberga un pequeño puerto en las costas del mar de Galilea para pescadores y actividades turísticas. Desde la década de 1990 disminuyó la importancia del puerto para la pesca, debido al decrecimiento del nivel del lago, producido por las continuas sequías y el aumento del bombeado de agua fresca del lago. Se espera que el embalse recupere su nivel original, casi seis metros más que en la actualidad, cuando concluya el proyecto de desalinización de las estructuras israelíes en 2014.
Actualmente se está llevando a cabo la construcción de un nuevo barrio, Kiryat Sanz, erigido en la colina occidental del mar de Galilea y ofrecida exclusivamente a los judíos ultraortodoxos.
En enero de 2021 se anunció el descubrimiento en la ciudad de una de las primeras mezquitas conocidas en la región, que data aproximadamente del año 670 d. C. y que, según los arqueólogos que la han estudiado, aporta importantes datos sobre la construcción y estructura de las primeras mezquitas y sobre la coexistencia con la que se gobernó la ciudad (y la región) tras la conquista musulmana, pues esta mezquita convivió durante mucho tiempo con sinagogas e iglesias de mayor tamaño.

## Sitios de interés
La Ciudad Vieja, levantada en tiempos de los cruzados y del Imperio otomano, en la cual se encuentran varios lugares de interés, como la fortaleza de Daher El-Amar construida en del siglo XVIII, un baño ritual judío, los restos de basalto negro de las murallas y la Iglesia de San Pedro, la actual está sobre las ruinas de otra de la época de los cruzados.
El célebre filósofo, talmudista y médico judío andalusí Maimónides, nacido en Córdoba, fue enterrado en esta ciudad, descansando su cuerpo en la tumba que lleva su nombre, actualmente lugar de peregrinación. En reconocimiento a esta vinculación con la mencionada ciudad andaluza, en el barrio de la judería cordobesa se encuentra la Plaza de Tiberíades, donde se alza un monumento al filósofo.
El Museo Dona Gracia donde se relata la historia de Gracia Nasi, quién ayudó a muchos judíos a ponerse a salvo de la Inquisición española. El castillo es un museo dividido en salas que relatan su historia y la de aquella época. El parque nacional de Hamat Tiberíades está situado al sur de la Ciudad Vieja y cuenta con diecisiete fuentes termales.
Al sur de la ciudad está Yardenit, donde según la tradición cristiana fue bautizado Jesús. En el cementerio de la ciudad están enterrados varios sabios judíos: los rabinos Akiva, Yohanan Ben-Zakai y Meir Baal HaNess.
Al otro lado de la pasarela central de madera que une la Ciudad Vieja con el centro de la ciudad se puede visitar la Lonja del pescado de Tiberíades.

## Ciudades hermanadas
- Montpellier, Francia, desde  1983
- Tudela, España, desde 1984[47]
- Worms, Alemania, desde  1986
- Allentown, Pensilvania, EE. UU., desde 1996
- Milwaukee, Wisconsin, Estados Unidos
- Tulsa, Oklahoma, Estados Unidos
- Great Neck Plaza, N. Y., EE. UU., desde 2002
- Córdoba y Villa Dolores, Argentina
- Saint-Raphael, Francia, desde 2007
- Wuxi, República Popular China, desde 2007.